# Distrito electoral de Overton (condado de Dawson, Nebraska)
Overton (en inglés: Overton Precinct) es un distrito electoral ubicado en el condado de Dawson en el estado estadounidense de Nebraska. En el Censo de 2010 tenía una población de 1144 habitantes y una densidad poblacional de 3,93 personas por km².

## Geografía
Overton se encuentra ubicado en las coordenadas 40°45′52″N 99°30′45″O / 40.76444, -99.51250. Según la Oficina del Censo de los Estados Unidos, Overton tiene una superficie total de 291.03 km², de la cual 285.94 km² corresponden a tierra firme y (1.75%) 5.08 km² es agua.

## Demografía
Según el censo de 2010, había 1144 personas residiendo en Overton. La densidad de población era de 3,93 hab./km². De los 1144 habitantes, Overton estaba compuesto por el 96.15% blancos, el 0.09% eran afroamericanos, el 0.52% eran amerindios, el 0.35% eran asiáticos, el 0% eran isleños del Pacífico, el 2.01% eran de otras razas y el 0.87% pertenecían a dos o más razas. Del total de la población el 6.29% eran hispanos o latinos de cualquier raza.